# Campionati europei juniores di scherma 2022
I Campionati europei juniores di scherma del 2022 (2022 European Juniors Fencing Championships) sono stati organizzati dalla Confederazione europea di scherma e si sono svolti a Novi Sad, in Serbia, dal 3 al 7 marzo 2022.
Nel fioretto, si sono aggiudicati il titolo di campione europeo l'italiano Giulio Lombardi, che ha battuto in finale il francese Valerian Castanie, e la britannica Carolina Stutchbury che ha avuto la meglio sull'italiana Irene Bertini.
Nella spada il magiaro Zsombor Keszthelyi ha battuto in finale il britannico Alec Brooke, mentre tra le donne la russa Anastasiia Rustamova ha superato la magiara Eszter Muhari.
Nella sciabola il tedesco Colin Heathcock ha prevalso sul rumeno Radu Nitu, mentre la francese Amalia Aime ha battuto la turca Nisanur Erbil.
Nei campionati europei juniores a squadre maschili, la nazionale italiana ha prevalso nella finale del fioretto contro la Polonia, mentre la nazionale svizzera ha vinto nella spada contro la formazione britannica, ed infine la nazionale tedesca ha avuto la meglio sulla compagine italiana nella sciabola.
Nei campionati europei juniores a squadre femminili, la nazionale rumena ha prevalso nella finale del fioretto contro la Francia, l'Ungheria ha vinto nella spada contro la compagine tedesca, ed infine la formazione magiara ha avuto la meglio sulla nazionale francese nella sciabola.

## Uomini
| Specialità  | Oro                                                                    | Argento                                                                  | Bronzo                                                                    |
| Individuali |                                                                        |                                                                          |                                                                           |
| Fioretto    | Giulio Lombardi                                                        | Valerian Castanie                                                        | Eliot Chagnon Paul De-Belval                                              |
| Spada       | Zsombor Keszthelyi                                                     | Alec Brooke                                                              | Matteo Galassi Yonatan Cohen                                              |
| Sciabola    | Colin Heathcock                                                        | Radu Nițu                                                                | Szymon Hryciuk Rémi Garrigue                                              |
| A squadre   |                                                                        |                                                                          |                                                                           |
| Fioretto    | Italia Jacopo Bonato Damiano Di Veroli Giulio Lombardi Tommaso Martini | Polonia Adam Jakubowski Piotr Kaskow Mateusz Kwiatkowski Adam Podralski  | Francia Anas Anane Valerian Castanie Eliot Chagnon Paul-Antoine De-Belval |
| Spada       | Svizzera Théo Brochard Diego Erbetta Ian Hauri Sven Vineis             | Regno Unito Alec Brooke James Jeal Jacob Mitchell Joseph Walmsley        | Italia Filippo Armaleo Matteo Galassi Simone Mencarelli Enrico Piatti     |
| Sciabola    | Germania Antonio Heathcock Colin Heathcock Leon Kuzmin Valentin Meka   | Italia Giorgio Marciano Emanuele Nardella Lorenzo Ottaviani Pietro Torre | Bulgaria Viktor Filev Dimitar Raikin Todor Stoychev Georgi Zlatarov       |

## Donne
| Specialità  | Oro                                                                 | Argento                                                                           | Bronzo                                                                                  |
| Individuali |                                                                     |                                                                                   |                                                                                         |
| Fioretto    | Carolina Stutchbury                                                 | Irene Bertini                                                                     | Karina Vasile Lior Druck                                                                |
| Spada       | Anastasija Rustamova                                                | Eszter Muhari                                                                     | Katharina Kozielski Greta Gachalyi                                                      |
| Sciabola    | Amalia Aime                                                         | Nisanur Erbil                                                                     | Sugár Katinka Battai Felice Herbon                                                      |
| A squadre   |                                                                     |                                                                                   |                                                                                         |
| Fioretto    | Romania Emilia Corbu Andreea Dinca Teodora Sofran Karina Vasile     | Francia Alicia Audibert Esther Bonny Heloise Pelletier Marion Rousseau            | Ucraina Kateryna Budenko Kristina Petrova Alina Poloziuk Olga Sopit                     |
| Spada       | Ungheria Lili Büki Greta Gachalyi Eszter Muhari Reka Salamon        | Germania Lara Goldmann Katharina Kozielski Laura-Katalin Wetzker Alexandra Zittel | Rep. Ceca Gabriela Aigermanová Veronika Bieleszová Tereza Havlínová Patricie Prokšíková |
| Sciabola    | Ungheria Sugár Katinka Battai Dorottya Beviz Kira Keszei Luca Szűcs | Francia Amalia Aime Cyrielle Girardin Mathilde Mouroux Lola Tranquille            | Italia Carlotta Fusetti Manuela Spica Lucia Stefanello Mariella Viale                   |